# Gerda Boëthius
Gerda Axelina Johanna Boëthius, född 10 augusti 1890 i Uppsala, död 19 augusti 1961 i Mora, var en svensk konsthistoriker. 
Gerda Boëthius var dotter till professor Simon Boëthius och Essie Sahlin, samt syster till riksarkivarien Bertil Boëthius och arkeologen Axel Borëthius. Hon tog studentexamen vid Gävle högre allmänna läroverk 1910 och fortsatte på Uppsala universitet, där hon blev fil. kand. 1912. Sedan studerade hon vid Stockholms högskola, vid vilken hon blev fil. lic 1916, samt fil. dr 1921 med avhandlingen De tegelornerade kyrkorna i norra Svealand.

## Yrkesutövning
Gerda Boëthius arbetade med utställningen Äldre kyrklig konst i Härnösand 1912 och medverkade i bokverket och projektet Sveriges Kyrkor. Konsthistoriskt inventarium från 1913. Hennes viktigaste bidrag gäller kyrklig arkitektur, hemslöjd och litterära porträtt av Carl Larsson och Anders Zorn. Hon företog ett flertal resor i Europa 1909–1923 för konstvetenskapliga studier.
År 1918 blev hon amanuens vid Uppsala universitet, och var från 1921 anställd vid Zorn-samlingarna i Mora. År 1927 blev hon docent vid Stockholms högskola och fick professors namn 1938. År 1933 invaldes hon som korresponderande ledamot av Vitterhetsakademien och 1939 som ledamot av Kungliga Gustav Adolfs Akademien för svensk folkkultur. Hon tilldelades medaljen Illis quorum meruere labores av åttonde storleken 1950.
Gerda Boëthius är begravd på Åls kyrkogård.